# Chrám svatého Vasila Ostrožského (Nikšić)
Chrám svatého Vasila Ostrožského (srbsky Саборна црква Св. Василија Острошког, rusky Собор Святого Василия Острожского) je pravoslavný chrám Budimljansko-nikšićské eparchie Srbské pravoslavné církve v černohorském městě Nikšić.

## Historie
Vypracováním projektu chrámu byl v roce 1892 pověřen ruský architekt Michail Timofejevič Preobraženskij. Základní kámen chrámu byl položen 5. červencejul./ 17. července 1895greg.. Hrubá stavba byla dokončena v roce 1899 a následně začaly práce na výzdobě chrámu.
Mramorový ikonostas vytvořil Andrej Singros z ostrova Chios, ikony daroval Nejsvětější synod. Slavnostní vysvěcení nového chrámu se konalo 15. srpnajul./ 28. srpna 1900greg. za přítomnosti knížete, pozdějšího krále Nikoly I. a mnoha dalších hostů.
Chrám byl vystavěn na památku černohorských a hercegovinských vojáků padlých ve válkách s Turky v letech 1875-1800.

## Popis
Chrám je trojlodní s přistavěnou zvonicí, na jejímž vrcholu jsou umístěny hodiny o průměru 2,36 metru.
Na jižní a severní zdi chrámu je umístěno 35 měděných pamětních desek se jmény 3075 padlých.